# Oued Fragha
Oued Fragha (em árabe: وادي فراغة) é uma cidade e comuna localizada na província de Guelma, Argélia. Segundo o censo de 2008, a população total da cidade era de 7 152 habitantes.